# Gen plateado

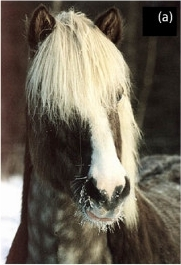
Caballo negro-plateado mostrando las crines muy blancas y diluidas, con raíces más oscuras, y un pelaje gris oscuro con rodaduras

El  gen plateado  es un gen de dilución que actúa sobre las partes negras del pelaje de un caballo. De manera simplificada, el gen plateado hace que las crines y las colas negras se transformen en blancas, y los pelajes negros pasen a una tonalidad más o menos chocolate (que puede tener matices diversos, incluyendo el gris oscuro).
En muchos casos hay rodaduras aparentes, responsables del nombre en inglés: "silver dapple".
Los caballos rojos o alazanes pueden ser portadores de la dilución plateada y de transmitirla
los descendientes, pero ellos mismos no son afectados.

## Pelajes diluidos plateados

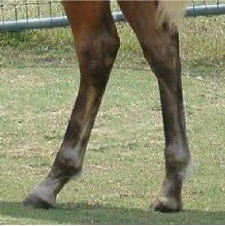
Los extremos de un caballo castaño son negros. En el caso de la figura, un castaño-plateado, muestran un aspecto diluido

Los cuatro pelajes básicos, cuando son portadores de al. Alelos plateados, se transforman de manera diferente.
- Negro-plateado

Los caballos que serían negros pasan a un color chocolate o gris oscuro, con rodaduras o sin. La cola y la crin convierten blancas, con algunas crines negras interpoladas.
- Bruno-plateado

Los caballos pardos se modifican de manera similar a los negros, conservando las zonas rojizas del pelaje de base.
- Castaño-plateado

Las crines y la cola pasan a blancas, con algunas cerdas negras. El pelaje del cuerpo no varía. Los extremos negros de las patas se diluyen en un color chocolate o gris oscuro.
- Rojo-plateado.

Los caballos alazanes pueden ser portadores de la dilución plateada pero no varían su aspecto.

## Razas con dilución plateada

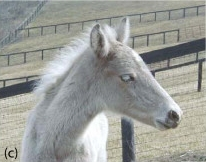
Potro plateado, con un pelaje típico de tonalidad clara y pestañas muy claras

No todas las razas de caballos tienen pelajes plateados. La dilución plateada se encuentra en los ponis Shetland, los ponis islandeses, los ponis galeses, los caballos suecos de silla y los caballos finlandeses.
Entre las razas americanas está la Morgan, el Misuri Foxtrotter, el Tennessee Walking Horse y la American Quarter Horse.
También hay razas europeas de tiro con pelajes plateados: el caballo Ardenas y el Comtois.

## Aspectos genéticos

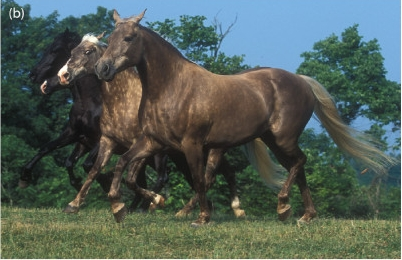
Dos caballos de la raza Rocky Mountain (los dos de delante) diluidos plateados

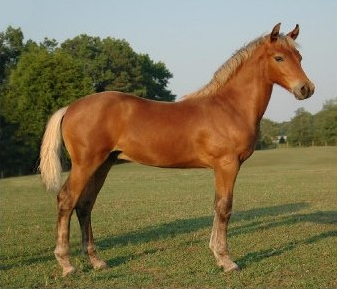
Los plateados-castaños conservan el color rojo del pelaje mientras que los extremos de las patas pasan a una tonalidad diluida

El responsable de la dilución plateada es el gen PMEL17 situado en cromosoma seis (ECA6q23).
La herencia es del tipo dominante autosómica. El gen plateado se representa por la letra Z. Los alelos posibles son: Z (dominante), z (recesivo).
Desde el punto de vista de la dilución plateada un caballo puede ser:
- z/z, no hay dilución plateada
- Z/z, hay dilución plateada heterocigótica
- Z/Z, hay dilución plateada homocigótica

## Enfermedades relacionadas
Los caballos con pelajes plateados pueden sufrir lesiones oculares asociadas con la dilución plateada. En los caballos Rocky Mountain la lesión Disgenesia del segmento anterior ("Anterior Segmento Dysgenesis") se presenta en algunos casos. Generalmente las lesiones son benignas pero en plateados homocigóticos la lesión puede provocar visión defectuosa en el caballo afectado.